# Салтыков, Андрей Михайлович
Андре́й Миха́йлович Салтыко́в (ум. 1522) — воевода и оружничий из первого поколения Салтыковых. Старший сын воеводы Морозова-Салтыка, брат воеводы Василия Салтыкова. Состоял на службе у московского князя Василия III.
Во время Русско-литовской войны в 1507 году под командованием И. М. Телятевского водил передовой полк из Дорогобужа в Литву. В 1508 году послан под командованием И. В. Шадрина передовым полком из Вязьмы к Дорогобужу на Смоленские места. Был послан для разведки боем. Напал на литовских строителей укреплений разбив их и пленив 100 человек, которые были посланы к Василию.
В сентябре 1509 — оружничий великого князя во время его похода к Новгороду и Пскову. В декабре 1512 в свите Василия III во время похода на Смоленск. Умер в 1522 году.

## Дети
- Яков, боярин
- Фёдор
- Иван
- Лев, боярин